# 鄭威濤
鄭威濤（英語：Ricky Cheng Wai Tao，1967年—2024年4月2日），香港飲食業商人，曾為香港企業板前壽司(已結業)、板長壽司(已結業)及味千 (中國)的董事總經理，也曾為TVB飲食節目和味無窮（共兩輯）出任主持。

## 簡歷
鄭威濤從潮州汕頭移民來港，由廚房仔做起，及後前往日本學習烹飪，之後成立板前壽司及板長壽司。TVB電視劇《和味濃情》更改編其成功故事而成。
2008年1月，他以港幣43萬元於築地市場投得有「日本一」之稱的藍鰭吞拿魚，成為第一位投得「日本一」的香港人。2009年1月，他與日本一間壽司店聯手以963萬日圓（約港幣84萬）再次投得「日本一」。
2017年，鄭威濤確診胰臟癌。2024年4月2日，鄭威濤於日本東京因該癌病逝，終年57歲。

## 生平年表
- 1975年：從汕頭來港，1982年畢業於香港潮商學校下午校之後入讀香港培英中學（1985年中四（上學期））。
- 1985年：中四輟學，到銅鑼灣友和日本料理當學徒。
- 1987年：向母借兩萬元隨師父到日本，在當地拉麵及壽司店當學徒。
- 1989年：回港當導遊。
- 1994年：與拍檔李小玲引入日式手卷班戟店，後再與總統餐廳老闆區懿明合作成立班戟連鎖店，高峰時分店20間。
- 1996年：班戟熱潮過後，結束全線分店，並與潘慰以特許經營方式引入日本味千拉麵。
- 2004年：與潘慰於尖沙咀開設首間板前壽司店。
- 2006年：引入日本九州的雪村串燒，並夥拍官恩娜主持無綫電視電視節目《和味無窮》。
- 2007年：於東京赤坂區開設第一間分店，同時開設高檔壽司店板長壽司。
- 2008年：
  - 投得有「日本一」之稱的藍鰭吞拿魚，與徐淑敏主持《和味無窮》第二輯。
  - 6月17日：板前壽司因涉及六宗食物中毒事件，被食環署勒令全綫暫時封閉，以便進行徹底消毒直至食環署署長滿意衛生情況，才會批准重新營業。
- 2009年：
  - 與日本一間壽司店聯手以近千萬日圓（約84萬港元）再次投得有「日本一」之稱的藍鰭吞拿魚，創近八年最高價，同年引入日本岡田珈琲。
  - 無綫電視劇《魚躍在花見》開拍，其創辦的板長壽司全程贊助食物，兼任廚藝顧問，該劇於2011年播映。
- 2010年：
  - 雖然遭環保組織反對，仍出戰日本築地魚市場，三連冠投得被譽為「日本一」的藍鰭吞拿魚王，有保育組織成員為魚王默哀，呼籲市民拒食。
  - 購入Rolls-Royce汽車作座駕，自認為「升呢」，晉身富豪級。
- 2011年：據報有板前壽司員工表示，板前前線職員延遲發薪，資方解釋是銀行自動轉賬問題，但被踢爆集團高層準時發薪後，又改口稱因部分分店經理計錯糧單，才累及全線分店員工未能準時發薪。
- 2012年：其早前購入的旺角西洋菜南街地舖以2.38億元易手，呎價36.6萬元，成為「旺角舖王」[來源請求]。
- 2013年：
  - 指控鄭私下開設板前分店和同類型的板長壽司，欺騙股東利益。又無將所有板前的股權轉到新成立的控股公司。[5]案件編號：HCA1269/09,304/11
  - 板前壽司股權糾紛案續審，在法庭不合情理和胡鬧地炫耀自己。[6]

## 名下馬匹
他是香港賽馬會的會員、馬主，名下馬匹（不論個人還是團體）以新鮮兩字命名，包括「超新鮮」、「跑贏大市」、「勁新鮮」、「最新鮮」。